# Bernardo Silva
Bernardo Silva, właśc. Bernardo Mota Veiga de Carvalho e Silva (ur. 10 sierpnia 1994 w Lizbonie) – portugalski piłkarz, występujący na pozycji pomocnika w angielskim klubie Manchester City oraz w reprezentacji Portugalii. Uczestnik Mistrzostw Świata 2018 i 2022 oraz Mistrzostw Europy 2020.

## Kariera klubowa
Swoją karierę piłkarską Silva rozpoczął w klubie SL Benfica. W 2002 podjął treningi w drużynie juniorów, a w 2013 awansował do zespołu rezerw. 10 sierpnia 2013 zadebiutował w nich w drugiej lidze portugalskiej w zremisowanym 0:0 wyjazdowym meczu z CD Trofense. Z kolei 10 maja 2014 zaliczył debiut w pierwszym zespole w Primeira Liga, w przegranym 1:2 wyjazdowym meczu z FC Porto. Był to jego jedyny mecz ligowy w pierwszym zespole Benfiki, z którą w sezonie 2013/2014 wywalczył mistrzostwo kraju oraz zdobył Puchar Portugalii.
Latem 2014 Silva został wypożyczony do AS Monaco. W Ligue 1 zadebiutował 17 sierpnia 2014 w przegranym 1:4 wyjazdowym meczu z Girondins Bordeaux, gdy w 76. minucie meczu zmienił Lucasa Ocamposa. 14 grudnia 2014 w meczu z Olympique Marsylia (1:0) strzelił swojego premierowego gola w Ligue 1. W styczniu 2015 Monaco wykupiło Portugalczyka z Benfiki za kwotę 15,8 miliona euro.
| Sezon   | Klub            | Kraj       | Rozgrywki      | Mecze | Bramki |
| ------- | --------------- | ---------- | -------------- | ----- | ------ |
| 2013/14 | SL Benfica      | Portugalia | Primeira Liga  | 1     | 0      |
| 2013/14 | SL Benfica      | Portugalia | Segunda Liga   | 38    | 7      |
| 2014/15 | AS Monaco       | Francja    | Ligue 1        | 32    | 9      |
| 2015/16 | AS Monaco       | Francja    | Ligue 1        | 32    | 7      |
| 2016/17 | AS Monaco       | Francja    | Ligue 1        | 37    | 8      |
| 2017/18 | Manchester City | Anglia     | Premier League | 35    | 6      |
| 2018/19 | Manchester City | Anglia     | Premier League | 36    | 7      |
| 2019/20 | Manchester City | Anglia     | Premier League | 34    | 6      |
| 2020/21 | Manchester City | Anglia     | Premier League | 26    | 2      |
| 2021/22 | Manchester City | Anglia     | Premier League | 35    | 8      |
| 2022/23 | Manchester City | Anglia     | Premier League | 34    | 4      |
| 2023/24 | Manchester City | Anglia     | Premier League | 33    | 6      |
| 2024/25 | Manchester City | Anglia     | Premier League | 33    | 4      |
| Łącznie | Łącznie         | Łącznie    | Łącznie        | 406   | 74     |

## Kariera reprezentacyjna
Silva grał w młodzieżowych reprezentacjach Portugalii. W 2013 roku wystąpił z reprezentacją Portugalii U-19 na Mistrzostwach Europy U-19. 
Z Portugalią dotarł do półfinału. W dorosłej reprezentacji Portugalii zadebiutował 31 marca 2015 w przegranym 0:2 towarzyskim meczu z Republiką Zielonego Przylądka, rozegranym w Estoril.
Zagrał z reprezentacją na Mistrzostwach Europy 2021 i 2024, Mistrzostwach Świata 2018 i 2022. Zdobył też dwie Ligi Narodów: 2018/2019 i 2024/2025.

## Sukcesy

### Benfica
- Mistrzostwo Portugalii: 2013/2014
- Puchar Portugalii: 2013/2014
- Puchar Ligi Portugalskiej: 2013/2014

### AS Monaco
- Mistrzostwo Francji: 2016/2017

### Manchester City
- Mistrzostwo Anglii: 2017/2018, 2018/2019, 2020/2021, 2021/2022, 2022/2023, 2023/2024
- Puchar Anglii: 2018/2019, 2022/2023
- Puchar Ligi Angielskiej: 2017/2018, 2018/2019, 2019/2020, 2020/2021
- Tarcza Wspólnoty: 2018, 2019
- Liga Mistrzów UEFA: 2022/2023

### Reprezentacyjne
- Liga Narodów UEFA: 2018/2019, 2024/25
- 3. miejsce w Pucharze Konfederacji: 2017
- Wicemistrzostwo Europy U-21: 2015
- Półfinał Mistrzostw Europy U-19: 2013

### Indywidualne
- Przełomowy gracz roku Segunda Liga: 2013/2014
- Drużyna turnieju Mistrzostw Europy U-19: 2013
- Drużyna turnieju Mistrzostw Europy U-21: 2015
- Drużyna roku w Premier League według PFA: 2018/2019
- Gracz roku w Manchesterze City: 2018/2019
- Gracz finału Ligi Narodów UEFA: 2018/2019
- Drużyna finału Ligi Narodów UEFA: 2018/2019
- Drużyna roku według IFFHS: 2019